# Махонін Ігор Георгійович
Ігор Георгійович Махонін (14 липня 1932 , Харків  — 2002 ) — радянський та російський воєначальник, адмірал (24.10.1991). Командир Кримської військово-морської бази (1979—1983).

## Біографія
Народився 14 липня 1932 року в Харкові. Батько — полковник, морський авіатор, служив начальником штабу Кримського гарнізону в Гвардійському. Коли Ігорю було три роки, його сім'я переїхала на Далекий Схід. У тринадцятирічному віці вступив до Владивостоцького військово-морського підготовчого училища. Із 1946 року по 1949 рік навчався в Ленінградському підготовчому військово-морському училищі. Із 1949 року по 1953 рік, навчався в першому Балтійському вищому військово-морському училищі. Після закінчення навчання став командиром річкового бронекатера Дунайської військової флотилії.
Проходив службу на Тихоокеанському флоті, де з 1956 року по 1964 рік служив на допоміжних судах. У 1964 році перейшов на службу на Балтійський флот, де був помічником командира, командиром базового тральщика і великого десантного корабля. У 1967 році направлений на Чорноморський флот, де став командиром ВДК «Воронезький комсомолець», нині «Саратов». У 1971 році отримав посаду начальника штабу бригади десантних кораблів. У 1972 році заочно закінчив Військово-морську академію. У 1973 році призначений командиром бригади десантних кораблів Чорноморського флоту.
У 1976 році став начальником штабу новоствореної Кримської військово-морської бази, яка базувалася в селищі Новоозерне, де служив під керівництвом контр-адмірала Юрія Крилова. Через три роки Крилов, очолив Талліннську ВМБ, а Махонін змінив його і керував базою до 1983 року.
У 1983 році став начальником тилу Тихоокеанського флоту. У 1985 році отримав посаду заступника начальника тилу Військово-Морського флоту. Із 1990 року — начальник тилу — заступник головнокомандувача ВМФ. У 1988 році Махонін стає віцеадміралом, а в 1991 році — адміралом. Брав участь у роботі спільних американо-російських комісій з утилізації атомних підводних човнів. У США зустрічався з експрезидентом Рональдом Рейганом і сенатором Альбертом Ґором. У листопаді 1992 року пішов у запас. Був генеральним директором компанії «Компас Ойл», що займалася продажем палива. Помер у 2002 році і похований на Троєкурівському цвинтарі у Москві.

## Нагороди та звання
- Орден Червоного Прапора[4]
- Орден Трудового Червоного Прапора[4]
- Орден Червоної Зірки[4]
- низка медалей СРСР
- Почесний громадянин селища Новоозерне (2000)[2]

## Особисте життя
Дружина — Ірина Петрівна. Двоє дітей. Один із синів служив на флоті в званні капітана 1-го рангу.